# Călătorie periculoasă
Călătorie periculoasă (în engleză Broken Trail) este un film western din 2006, în două părți, regizat de Walter Hill, cu Robert Duvall și Thomas Haden Church în rolurile principale. A fost lansat în Statele Unite la 25 iunie 2006 pe canalul TV AMC. Cu un scenariu de Alan Geoffrion, care a scris și romanul, povestea are loc în 1898, când un cowboy în vârstă și nepotul său transportă 500 de cai din Oregon în Wyoming pentru a-i vinde armatei britanice. Pe parcurs, viața lor simplă este complicată când salvează cinci fete chineze de la un negustor de sclavi, salvându-le de la o viață de prostituție și sclavie prin contract. Obligați să facă ceea ce trebuie, cei doi le iau pe fete cu ei în timp ce își continuă călătoria periculoasă peste graniță, urmăriți de o bandă vicioasă de ucigași angajați de doamna care a plătit inițial pentru fete. 

## Distribuție
- Robert Duvall - Prentice "Prent" Ritter
- Thomas Haden Church - Tom Harte
- Philip Granger - Chuck Hyde
- Greta Scacchi - Nola Johns
- Chris Mulkey - Ed "Big Ears" Bywaters
- Rusty Schwimmer - "Big Rump" Kate Becker
- Gwendoline Yeo - Sun Fu, #3
- Scott Cooper - Henry "Heck" Gilpin
- Valerie Tian - Ging Wa, #5
- Caroline Chan - Mai Ling, #2
- Olivia Cheng - Ye Fung, #4
- Jadyn Wong - Ghee Moon, #1
- Donald Fong - Lung Hay
- Peter Skagen - Bartender
- James Russo - Capt. Billy Fender (Partea 1)
- Shaun Johnston - Smallpox Jack